# Hendrik Huisken
Hendrik Huisken (Renkum, 29 maart 1885 – Schömberg, 12 mei 1931) was een Nederlands voetballer en een belangrijk persoon in de Eindhovense voetbalgeschiedenis. Zo is hij betrokken bij de oprichting van drie Eindhovense verenigingen; EVV, Philips Elftal en PSV.

## EVV 1909
Hendrik Huisken verhuist in 1908 naar Eindhoven om te werken als kantoorbediende bij de Philips gloeilampenfabriek.
Huisken is een groot voetballiefhebber en op 16 november 1909 is hij betrokken bij de oprichting van de Eindhovensche Voetbal Vereeniging (EVV). Huisken behoort tot de eerste leden van de nieuwe voetbalclub die tegenwoordig bekend is als FC Eindhoven. Philips oprichter Gerard Philips en zijn broer Anton zijn meteen enthousiast. De beide Philips directeuren doneren ieder 10 gulden aan EVV. Ook stelt Anton Philips een veld beschikbaar in het Villapark.
Hendrik Huisken zal ongeveer een jaar bij EVV voetballen.

## Philips Elftal 1910
Philips groeit in die jaren explosief. Er zijn zoveel nieuwe werknemers, afkomstig vanuit het hele land, dat er te weinig huizen beschikbaar zijn in Eindhoven en de omliggende dorpen. Philips besluit daarom zelf maar huizen te gaan bouwen en eind 1910 zijn de eerste huizen van het Philipsdorp gereed. Het Engelse fabrieksdorp Port Sunlight vlak bij de rivier de Mersey en de stad Liverpool is een van de inspiratiebronnen. Het centrale deel van Philipsdorp wordt niet bebouwd, hier komen de bewoners en andere Philips werknemers samen om te sporten.
Op 12 december 1910 richt Hendrik Huisken samen met een paar collega’s van de Philips gloeilampenfabriek een eigen voetbalclub op; het Philips Elftal. Anton Philips is opnieuw enthousiast en steunt de nieuwe voetbalclub die zijn naam draagt. Hij zorgt dat het veld aan de Frederiklaan bespeelbaar is, regelt een bouwkeet (die dient als kleedlokaal) en de leden mogen 12 voetbalshirts bestellen bij Jansen & Tilanus. De leden van het Philips Elftal kiezen voor een wijnrood shirt met een witte kraag, een zwarte broek en wijnrode kousen.
De eerste wedstrijd van het Philips Elftal is op zondag 15 januari 1911. Tegenstander is het tweede elftal van Hollandia uit Woensel. De aftrap wordt verricht door het vijfjarige zoontje van Anton, Frits Philips. Hendrik Huisken staat in de basisopstelling en Hollandia wordt met 4-0 verslagen.
Het toenmalige voetbalveldje aan de Frederiklaan in Philipsdorp is op exact dezelfde locatie waar nu het Philips Stadion is. Ook de clubkleuren zijn vanaf het begin hetzelfde gebleven; rood-wit.

## PSV 1913
Ondanks een goede start en de steun van Anton Philips gaat het in 1912 niet goed met het Philips Elftal. Door stakingen in de Philips fabrieken en de ontslagen die daaruit vloeien verliest het Philips Elftal veel leden.
Op 30 en 31 augustus 1913 organiseert Philips een sportevenement op het terrein van Philips Elftal. Het evenement trekt honderden deelnemers en duizenden toeschouwers. Een van de drijvende krachten achter het evenement is Philips medewerker Gerard Eric Bouwmeester. Nog dezelfde avond nodigt hij vier Philips collega’s uit in zijn bovenwoning aan de Vrijstraat. Het zijn Jan-Willem Hofkes, Jan Ketel en twee oprichters van het Philips Elftal: Willem Schouten en Hendrik Huisken. Ze zijn het er over eens dat het sportevenement niet iets eenmaligs mag zijn en richten die avond nog de Philips Sportvereeniging op. 
Een vereniging met verschillende takken van sport bestemd voor werknemers van Philips. In eerste instantie vooral gericht op atletiek. Er is in het begin nog geen voetbaltak. Hier is pas sprake van als het Philips Elftal zich aansluit bij de Philips Sportvereeniging. 
Het Philips Elftal behoudt zijn eigen naam en het wijnrode shirt met witte kraag. Ook blijft het zijn thuiswedstrijden spelen aan de Frederiklaan.
Feitelijk zou voetbalclub PSV als oprichtingsdatum 12 december 1910 kunnen gebruiken, de club kiest toch voor 31 augustus 1913.

## Secretaris 1913
In een propaganda brochure van de Philips Sportvereeniging uit 1914 staat het eerste bestuur vermeld. Jan-Willem Hofkes is voorzitter en Hendrik Huisken is de 1e secretaris van de Philips Sportvereeniging.

## Eerste Klasse 1921
Tien jaar na de oprichting wordt het Philips Elftal kampioen in de Zuidelijke Tweede Klasse. Daardoor promoveert het naar de hoogste divisie, de Zuidelijke Eerste Klasse. Om dit te vieren is er zondag 12 juni 1921 een huldiging op het Philips Sportpark. Plus een wedstrijd tegen eersteklasser RKVV Wilhelmina uit Den Bosch. In de officiële uitnodiging wordt nog steeds de naam Philips Elftal gebruikt in plaats van Philips Sportvereeniging of PSV. Bij het feestcomité van die dag staan een paar namen vermeld die er al in de beginjaren bij zijn zoals Jan Ketel en voorzitter Jan-Willem Hofkes (beide sinds 1913) en Hendrik Huisken (sinds 1910).